# رازیانه کوهی (سرده)
رازیانه کوهی ، رازیانه خوک (نام علمی: Peucedanum) نام یک سرده از تیره چتریان است.